# Atomic Roooster
Atomic Roooster (sic) — дебютный студийный альбом британской рок-группы Atomic Rooster, выпущенный лейблом B&C Records в феврале 1970 года. Переиздан в 1990, 1995, 2004 и 2006 годах с добавлением бонус-треков.

## История создания
Альбом записан в декабре 1969 — январе 1970, после того как клавишник Винсент Крейн и барабанщик Карл Палмер ушли из группы The Crazy World of Arthur Brown и создали новую группу Atomic Rooster. Третьим участником новосозданной группы стал бас-гитарист Ник Грэхэм (Nick Graham). Альбом вышел в феврале 1970 года и в июне достиг 49-го места в Британии.
Вскоре после выхода Atomic Roooster Грэхэм и Палмер вышли из состава группы (Палмер ушёл в новосозданный коллектив Emerson, Lake & Palmer, а Грэхэм — в Skin Alley). Их место заняли поющий гитарист Джон Дю Канн (John Du Cann) и ударник Пол Хэммонд (Paul Hammond), так что свой следующий и самый успешный альбом Death Walks Behind You группа записывала уже в новом составе. Джон Дю Канн впоследствии перезаписал три трека альбома Atomic Roooster для проектируемого американского издания, которое, однако, так никогда и не вышло. Перезаписанные варианты вошли в некоторые последующие переиздания.

## Список композиций

### Оригинальное британское издание
Сторона А
1. «Friday the 13th» (Крэйн) 3:31
2. «And So to Bed» (Крэйн) 4:09
3. «Winter» (Крэйн) 6:53
4. «Decline and Fall» (Крэйн, Грэхэм, Палмер) 5:45

Сторона Б
1. «Banstead» (Крэйн, Грэхэм, Палмер) 3:29
2. «S.L.Y.» (Крэйн) 4:43
3. «Broken Wings» (John Mayall) 5:47
4. «Before Tomorrow» (Крэйн) 5:52

## Участники записи
- Винсент Крейн — Орган Хаммонда, бэк-вокал, фортепиано
- Ник Грэхэм — вокал, гитара, бас-гитара, флейта
- Карл Палмер — ударные, перкуссия, конга, колокольчики